# Liste der Naturdenkmale in Wilthen
Die Liste der Naturdenkmale in Wilthen nennt die Naturdenkmale in Wilthen im sächsischen Landkreis Bautzen.

## Definition
„Naturdenkmäler sind rechtsverbindlich festgesetzte Einzelschöpfungen der Natur oder entsprechende Flächen bis zu fünf Hektar, deren besonderer Schutz erforderlich ist
1. aus wissenschaftlichen, naturgeschichtlichen oder landeskundlichen Gründen oder
2. wegen ihrer Seltenheit, Eigenart oder Schönheit.“

## Liste
Link zu einem Kartenansichtstool, um Koordinaten zu setzen.
| Bild | Bezeichnung                   | Lage                                                   | Beschreibung | Datum | Nummer |
| ---- | ----------------------------- | ------------------------------------------------------ | ------------ | ----- | ------ |
| BW   | Picho-Südhang                 | Tautewalde (51° 6′ 23,4″ N, 14° 21′ 50,8″ O)           |              |       | BZ063  |
| BW   | Steinrücken nördlich von Sora | Sora (51° 7′ 21,4″ N, 14° 22′ 34″ O)                   |              |       | BZ065  |
| BW   | Steinbruch Dahrener Berg      | Wilthen (51° 5′ 24,4″ N, 14° 21′ 39,2″ O)              |              |       | BZ068  |
| BW   | Gipfelwald Dahrener Berg      | Wilthen (51° 5′ 19″ N, 14° 21′ 36″ O)                  |              |       | BZ069  |
| BW   | Unteres Pilketal              | Schirgiswalde, Wilthen (51° 4′ 59,5″ N, 14° 24′ 23″ O) |              |       | BZ223  |